# 마그다 가보르
가보르 머그더(Gábor Magda, 1915년 6월 11일 ~ 1997년 6월 6일)는 헝가리의 배우이다.